# Universidad de Quebec en Rimouski
La Universidad de Quebec en Rimouski (UQAR) es un centro de enseñanza superior francófono de vocación general, el cual se encuentra bien enraizado en su entorno. Fiel a su cometido inicial de capacitar a personas que contribuyan activamente a construir un mundo mejor, la UQAR se consagra a la creación y a la difusión del saber universal. Los resultados actuales, tras unas décadas de existencia, hablan por sí solos: más de 32.000 diplomados han adquirido las competencias necesarias para trabajar por el futuro de sus regiones, independientemente del lugar del mundo donde se encuentren.
La UQAR forma parte de la Universidad de Quebec, la mayor red universitaria de Canadá con más de 86.000 estudiantes. La UQAR trabaja en diversos campos del conocimiento y participa en numerosos acuerdos de colaboración para la enseñanza y la investigación. A través de los años, la UQAR ha ido desarrollando líneas de investigación importantes, consideradas actualmente como nichos de excelencia que, sin duda, han contribuido al renombre internacional de la institución. Se trata principalmente de las ciencias marinas, del desarrollo regional y de la ‘nordicidad’.

## Historia

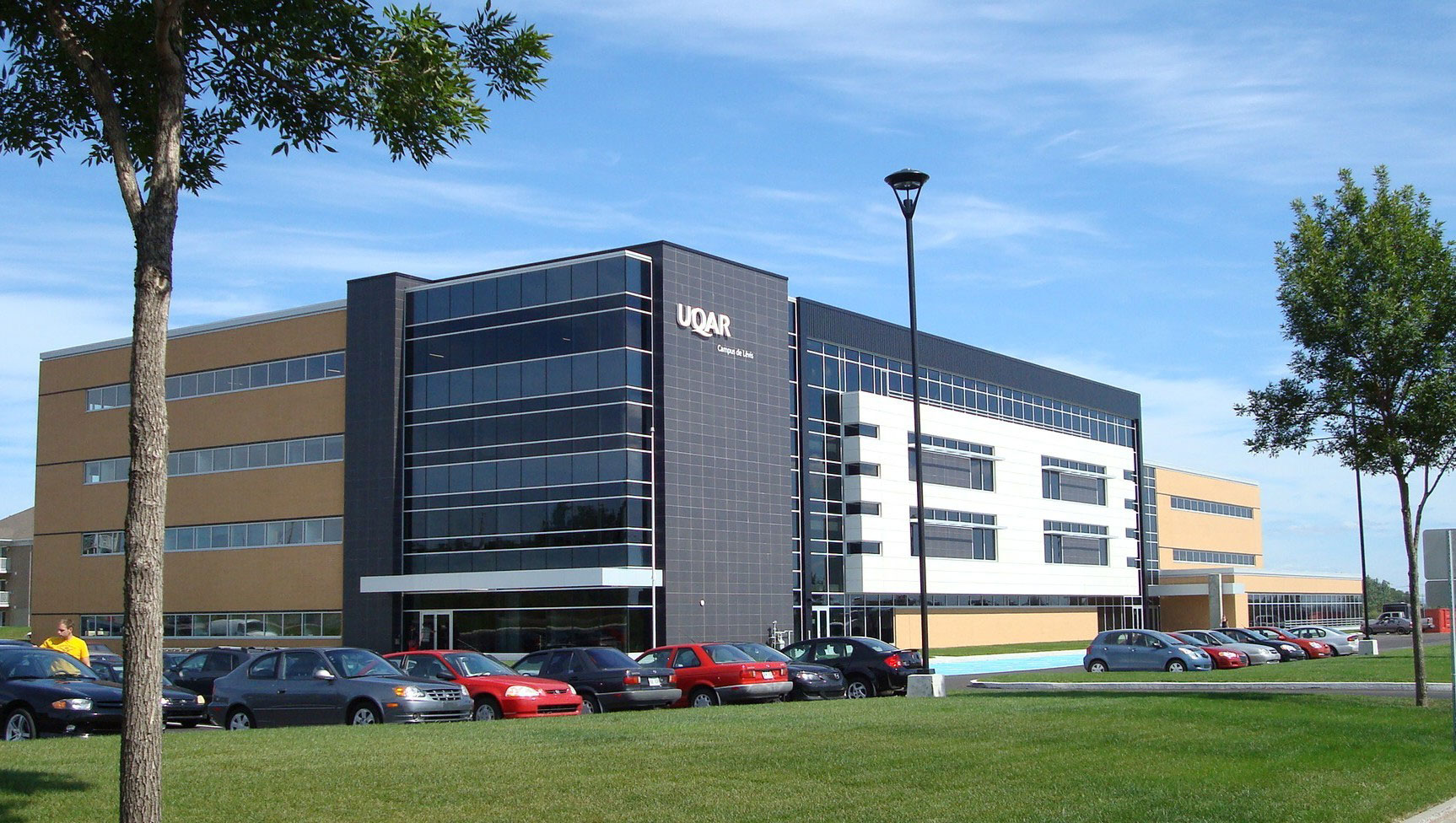
El nuevo campus de Levis.

Desde su fundación en 1969 por parte de un grupo de personas con una extraordinaria visión de futuro, la Universidad de Quebec en Rimouski contribuye al desarrollo y a la difusión de conocimientos en un vasto territorio. El campus de Rimouski, donde está ubicada la sede, responde a las necesidades de capacitación e investigación de las regiones de Bas-Saint-Laurent, Gaspésie, Îles-de-la-Madeleine y Côte-Nord. Mientras que el campus de Lévis se ocupa principalmente del sector litoral de la región de Chaudière-Appalaches.
La UQAR forma parte de la Universidad de Quebec, la mayor red universitaria de Canadá con más de 86.000 estudiantes. La UQAR trabaja en diversos campos del conocimiento y participa en numerosos acuerdos de colaboración para la enseñanza y la investigación. A través de los años, la UQAR ha ido desarrollando líneas de investigación importantes, consideradas actualmente como nichos de excelencia que, sin duda, han contribuido al renombre internacional de la institución. Se trata principalmente de las ciencias marinas, del desarrollo regional y de la ‘nordicidad’.
La UQAR ofrece atractivos programas de investigación y enseñanza de 1°, 2° y 3.er ciclos en los que anualmente se acoge a unos 5.500 alumnos, de los que 230 proceden de 35 países extranjeros. La UQAR presenta una de las mejores tasas de resultados satisfactorios de Quebec y las empresas reconocen la calidad de sus diplomas.
Si tiene ganas de aprender, de descubrir, de triunfar o simplemente de superarse a sí mismo, la UQAR responderá a sus expectativas y las sobrepasará. Por otro lado, hay que tener presente que el aprendizaje despierta aún más nuestra curiosidad.

## La UQAR, hoy

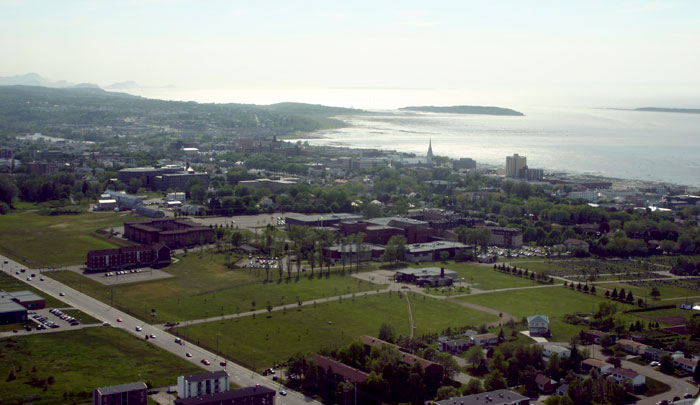
El campus de Rimouski.

Estudiar en la UQAR es, ante todo, optar por todas las ventajas de una universidad de dimensiones humanas. La UQAR cuenta con dos campus situados en la orilla sur del río San Lorenzo, uno en Rimouski y otro en Lévis. Estos dos centros urbanos regionales ofrecen todas las posibilidades culturales y deportivas propias de las ciudades universitarias, además de unas condiciones de seguridad omnipresentes.
La UQAR también posee una tradición de descentralización de sus actividades. Sus profesores se desplazan a diversas ciudades de la región para ofrecer cursos de formación continua en diversos campos (educación, administración, ciencias de la enfermería, desarrollo regional, etc.). Asimismo, algunas actividades de investigación se realizan fuera de los campus, principalmente en Gaspésie y en las Islas-de-la-Madeleine.

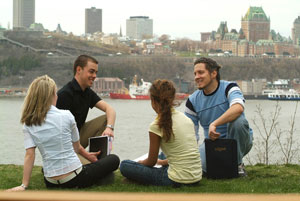
La ciudad de Levis y de la ciudad de Quebec en la parte de atrás.

La UQAR propone, tanto en el campus de Rimouski como en el de Lévis, un medio de vida estimulante gracias a la calidad de sus infraestructuras para la enseñanza y la investigación, a la proximidad de una naturaleza excepcional y a la diversidad de las instalaciones culturales y deportivas a disposición de la comunidad universitaria. Además, las dos ciudades ofrecen a toda la población una gran variedad de servicios.

## La formación
Los programas formativos que ofrece la UQAR en el Pregrado y Posgrado, 1e, 2e y 3.er ciclos, cubren una gran variedad de disciplinas:
- Biología
- Ciencias de administración
- Ciencias de contaduría
- Ciencias de la educación
- Ciencias de la enfermería
- Desarrollo regional
- Desarrollo social y análisis de problemas sociales
- Ética
- Geografía
- Gestión de la fauna
- Gestión de personas en entorno laboral
- Gestión de proyectos
- Gestión de recursos marítimos (en español)
- Historia
- Ingeniería
- Informática
- Letras
- Medio ambiente
- Oceanografía
- Psicosociología
- Química
- etc.

Los tres principales campos de investigación
- Ciencias del Mar
- Desarrollo regional
- Nordicidad

- Instituto de Ciencias Marinas de Rimouski (ISMER)